# Gran Premi del Brasil del 1975
Resultats del Gran Premi de Brasil de Fórmula 1 de la temporada 1975, disputat al circuit de Interlagos, el 26 de gener del 1975.

## Resultats
| Pos | No | Pilot                | Equip             | Voltes | Temps/ Retirada          | Pos. de sortida | Punts |
| --- | -- | -------------------- | ----------------- | ------ | ------------------------ | --------------- | ----- |
| 1   | 8  | Carlos Pace          | Brabham - Ford    | 40     | 1h 44' 41. 17            | 6               | 9     |
| 2   | 1  | Emerson Fittipaldi   | McLaren - Ford    | 40     | + 5.79 s                 | 2               | 6     |
| 3   | 2  | Jochen Mass          | McLaren - Ford    | 40     | + 26.66 s                | 10              | 4     |
| 4   | 11 | Clay Regazzoni       | Ferrari           | 40     | + 43.28 s                | 5               | 3     |
| 5   | 12 | Niki Lauda           | Ferrari           | 40     | + 1' 01. 88 min.         | 4               | 2     |
| 6   | 24 | James Hunt           | Hesketh - Ford    | 40     | + 1' 05. 12 min.         | 7               | 1     |
| 7   | 27 | Mario Andretti       | Parnelli - Ford   | 40     | + 1' 06. 81 min.         | 18              |       |
| 8   | 7  | Carlos Reutemann     | Brabham - Ford    | 40     | + 1' 39. 62 min.         | 3               |       |
| 9   | 6  | Jacky Ickx           | Lotus - Ford      | 40     | + 1' 51. 84 min.         | 12              |       |
| 10  | 18 | John Watson          | Surtees - Ford    | 40     | + 2' 29 .60 min.         | 13              |       |
| 11  | 21 | Jacques Laffite      | Williams - Ford   | 39     | + 1 Volta                | 11              |       |
| 12  | 22 | Graham Hill          | Lola - Ford       | 39     | + 1 Volta                | 20              |       |
| 13  | 30 | Wilson Fittipaldi    | Fittipaldi - Ford | 39     | + 1 Volta                | 21              |       |
| 14  | 23 | Rolf Stommelen       | Lola - Ford       | 39     | + 1 Volta                | 23              |       |
| 15  | 5  | Ronnie Peterson      | Lotus - Ford      | 38     | + 2 Voltes               | 16              |       |
| Ret | 17 | Jean - Pierre Jarier | Shadow - Ford     | 32     | Prob. amb el combustible | 1               |       |
| Ret | 4  | Patrick Depailler    | Tyrrell - Ford    | 31     | Suspensions              | 9               |       |
| Ret | 16 | Tom Pryce            | Shadow - Ford     | 31     | Accident                 | 14              |       |
| Ret | 20 | Arturo Merzario      | Williams - Ford   | 24     | Prob. amb el combustible | 11              |       |
| Ret | 28 | Mark Donohue         | Penske - Ford     | 22     | Direcció                 | 15              |       |
| Ret | 14 | Mike Wilds           | BRM               | 22     | Part elèctrica           | 22              |       |
| Ret | 3  | Jody Scheckter       | Tyrrell - Ford    | 18     | Pèrdua d'oli             | 8               |       |
| Ret | 9  | Vittorio Brambilla   | March - Ford      | 1      | Motor                    | 17              |       |

## Altres
- Pole: Jean Pierre Jarier 1' 29. 88

- Volta ràpida: Jean Pierre Jarier 2' 34. 16 (a la volta 10)